# Esmont (Virginie)
Pour les articles homonymes, voir Esmont.
Esmont est une census-designated place (CDP) du comté d'Albemarle en Virginie, aux États-Unis.